# Baraeus plagiatus
Baraeus plagiatus är en skalbaggsart som först beskrevs av Hintz 1919.  Baraeus plagiatus ingår i släktet Baraeus och familjen långhorningar. Inga underarter finns listade.